# Yolanda Becerra
Yolanda Becerra Vega, född 1959 i Barrancabermeja, Colombia, är en colombiansk aktivist som är ordförande för kvinnorättsorganisationen Organización Femenina Popular (OFP).
 

År 2007 mottog hon Per Anger-priset i OFP:s namn. Organisationen tilldelades priset med motivering: 
| ”                     | "För att i en hotfull miljö oförtrutet trotsa vapenmakt och stärka de röster som riskerar att tystas, tilldelas Organización Femenina Popular 2007 års Per Anger-pris för humanitära och demokratifrämjande insatser." | „ |
| – Per Anger-prisjuryn | |   |